# 克莱蒙代苏
克莱蒙代苏（法語：Clermont-Dessous）是法国洛特-加龙省的一个市镇，属于阿让区（Agen）圣玛丽港县（Port-Sainte-Marie）。该市镇总面积15.08平方公里，2009年时的人口为793人。

## 人口
克莱蒙代苏人口变化图示